# جايسون بيتكوفيتش
جايسون بيتكوفيتش (بالإنجليزية: Jason Petkovic)‏ هو لاعب كرة قدم أسترالي في مركز حراسة المرمى، ولد في 7 ديسمبر 1972 في برث في أستراليا. شارك مع منتخب أستراليا لكرة القدم. أما مع النوادي، فقد لعب مع أديلايد سيتي وقونية سبور ونادي برث غلوري.

## وصلات خارجية
- جايسون بيتكوفيتش على موقع الاتحاد الدولي (مؤرشف)  (الإنجليزية)
- جايسون بيتكوفيتش على موقع اتحاد تركيا (لاعب) (الإنجليزية)
- جايسون بيتكوفيتش على موقع قاعدة بيانات كرة القدم.إي يو (الإنجليزية)
- جايسون بيتكوفيتش على موقع ناشيونال فوتبول تيمز (الإنجليزية)